# ISO 3166-2:NU
ISO 3166-2:NU — стандарт Международной организации по стандартизации, который определяет геокоды. Является подмножеством стандарта ISO 3166-2, относящимся к Ниуэ. Стандарт охватывает административно-территориальное деление Ниуэ. Геокод состоит из: кода Alpha2 по стандарту ISO 3166-1 для Ниуэ — NU. Ниуэ является свободно ассоциированным с Новой Зеландией государством. Геокод являются подмножеством кода домена верхнего уровня — NU, присвоенного Ниуэ в соответствии со стандартами ISO 3166-1.

## Геокоды Ниуэ
| Название | Alpha2 | Alpha3 | цифровой | Геокод по ISO 3166-2 | Статус                               |
| -------- | ------ | ------ | -------- | -------------------- | ------------------------------------ |
| Ниуэ     | NU     | NIU    | 570      | не определён         | свободно ассоциированное государство |

## Пограничные Ниуэ государства
- Американское Самоа — ISO 3166-2:AS (на севере, на северо-западе (морская граница)),
- Острова Кука — ISO 3166-2:CK (на востоке (морская граница)),
- Тонга — ISO 3166-2:TO (на западе (морская граница)).